# Notophryxus globularis
Notophryxus globularis là một loài chân đều trong họ Dajidae. Loài này được G. O. Sars miêu tả khoa học năm 1885.